# Flurstücksgrenze
Mit Flurstücksgrenze (engl. parcel boundary) wird im Liegenschaftswesen und im Bereich der Katastervermessung die Abgrenzungslinie eines Flurstücks bezeichnet. Diese Grenze ist in der Regel durch Grenzsteine abgemarkt und kann aus den Maßzahlen des Katasters jederzeit wiederhergestellt werden.
Die Feststellung erfolgt in einem einmaligen Verwaltungsverfahren, bei dem von einer öffentlichen Vermessungsstelle die Flurstücksgrenze öffentlich-rechtlich bestimmt und danach bestandskräftig im Liegenschaftskataster nachgewiesen wird. Die Aufteilung von Flurstücken kann zur Neufeststellung der Flurstücksgrenzen führen.
Die Eigentumsgrenzen von Grundstücken fallen in der Regel mit Flurstücksgrenzen zusammen. Flurgrenzen sind immer auch Flurstücksgrenzen.